# 韦斯特 (德国)
韦斯特是德国下萨克森州的一个市镇。总面积25.27平方公里，总人口988人，其中男性477人，女性511人（2011年12月31日），人口密度39人/平方公里。